# Гордиджани, Луиджи
Луиджи Гордиджани (итал. Luigi Gordigiani; распространённое ошибочное написание: Гордиджиани; 21 июня 1806[…], Модена[…] — 1 мая 1860[…], Флоренция) — итальянский композитор и пианист, автор почти трёхсот произведений, включая оперы, кантаты, инструментальные пьесы, и восьми нотных сборников песен, популярных в Европе XIX столетия, но позднее основательно забытых.

## Биография

### Ранние годы
Сын баритона Антонио Гордиджани и младший брат Джованни Баттиста Гордиджани, также певца-баритона. Уже в раннем детстве он проявил музыкальные способности, начав петь кантаты в театрах, где выступал его отец, и начал добиваться определённого успеха. Из-за постоянных переездов и гастролей своей семьи он получал образование в разных местах; в Брешии изучал игру на фортепиано у Гавы, затем в Пизе у Никола Бенвенути, в Риме у Джузеппе Сирлетти и в то же время изучал композицию у Пьетро Романи и Дисмы Уголини. В возрасте тринадцати лет, в 1819 году, Гордиджани написал свою первую кантату «Il ratto d’Etruria», которую посвятил императору Австрии Фердинанду I, а спустя три года, в 1822 году, написал ещё две: «Комала» для четырёх голосов, хора и оркестра и «Ачи и Галатея».
В дальнейшем Гордиджани сочинил множество инструментальных пьес для фортепиано, но будучи молодым и всё ещё малоизвестным композитором, долго не мог найти книгоиздателя, который согласился бы пустить их в тираж. Однако, затем во Флоренции он встретил постоянно проживавшего там русского аристократа и мецената Николая Демидова, который оказал содействие молодому композитору. Демидову Гордиджани посвятил комическую оперу «Свидание», которая была поставлена во флорентийском оперном театре и хорошо принята публикой. Воодушевленный Гордиджани сочинил ещё две комические оперы, однако, из-за смерти Николая Демидова осуществить их постановку не удалось. Тем не менее, Анатолий Николаевич Демидов продолжил выплачивать композитору пенсион, обещанный отцом. Сверх того, Гордиджани зарабатывал на жизнь уроками музыки.
В 1836 году была поставлена опера Гордиджани «Фауст», однако публика отнеслась к ней безо всякого восторга. В 1840 году во Флоренции была поставлена ещё одна опера Гордиджани, на либретто князя Юзефа Михаила Понятовского, причём главные роли в постановке исполняли сам князь и члены его семьи. В дальнейшем, Гордиджани сочинил балет «Удина» («Ундина»?) по заказу Санкт-Петербургского театра и оперу «Арагонцы» для постановки в Неаполе.
В 1851 году Гордиджани покинул Италию и переехал в Париж. В Париже пользовалась особенным успехом его кантата «O Sanctissima Vergine Maria». Из Парижа Гордиджани отправился в Лондон, где дал целый ряд фортепьянных концертов, в том числе, в присутствии королевы.
Вернувшись в Италию, Гордиджани поселился во Флоренции, где занялся музыкальной обработкой и переделкой тосканских народных песен. Он опубликовал, в общей сложности, восемь нотных сборников песен, получивших общеевропейскую известность. Гордиджани стали называть «итальянским Шубертом», а такие композиторы, как Джоаккино Россини с похвалою отозвались об его творчестве.
Однако, в 1858 году, на пике славы, Гордиджане тяжело заболел, и в 1860 году, в возрасте 54 лет скончался в своём доме во Флоренции.

## Семья
В браке с Анной Джулиани (1813—1840(?)), дочерью гитариста-виртуоза Мауро Джулиани, у композитора родилось шестеро детей, из которых Микеле стал известным художником.